# Paper Walls
Paper Walls är ett album från 2007 av det amerikanska poppunkbandet Yellowcard.

## Låtlista
1. "The Takedown" - 3:37
2. "Fighting" - 3:00
3. "Shrink the World" - 3:20
4. "Keeper" - 3:55
5. "Light Up the Sky" - 3:37
6. "Shadows and Regrets" - 3:59
7. "Five Becomes Four" - 3:30
8. "Afraid" - 3:13
9. "Date Line (I Am Gone)" - 3:22
10. "Dear Bobbie" - 4:13
11. "You and Me and One Spotlight" - 3:57
12. "Cut Me, Mick" - 3:34
13. "Paper Walls" - 4:28